# Mirage (Counter-Strike)
Mirage (иногда именуется как de_mirage, ранее известная как de_cpl_strike) — игровая карта из серии шутеров от первого лица Counter-Strike. Является одной из самых популярных соревновательных карт в Counter-Strike, занимая первое место по количеству сыгранных профессиональных матчей в истории CS:GO. Входит в активный ротационный пул мейджор-турниров. Действие происходит в стилизованном ближневосточном городе с характерной архитектурой, предположительно на территории Марокко.

## История

### Counter-Strike 1.6(2004)
Карта была создана в 2004 году шведским дизайнером Майклом «BubkeZ» Халлом (англ. Michael «BubkeZ» Hull) специально для серии турниров Cyberathlete Professional League (CPL) и называлась de_cpl_strike. Халл, бывший киберспортсмен по Quake II, разработал карту всего за 1,5 месяца, вдохновляясь стилистикой таких карт, как Dust II и Inferno. Изначально карта была эксклюзивной для CPL и не использовалась другими организаторами турниров. Особенностью оригинальной версии было расположение точки B, где выход на место закладки бомбы осуществлялся через подземный туннель, а не через апартаменты, как в современных версиях.

### Counter-Strike: Global Offensive(2008—2010)
После закрытия CPL в 2008 году Халл переработал карту, удалив все упоминания лиги и переименовав её в de_mirage[1]. Центральная зона карты была увеличена, а точка B переработана. Для большего разнообразия он добавил новые укрытия для обеих сторон. Были обновлены текстуры и освещение. 
Версия 2010 года, известная как «Mirage CE» (Community Edition), стала стандартом для соревнований до официального включения карты в CS:GO.
12 июня 2013 года Valve выпустила полностью переработанную версию для Counter-Strike: Global Offensive (CS:GO). Основные изменения включали:
- Полную переработку визуального стиля с переходом на ближневосточную тематику
- Оптимизацию игрового пространства для соревновательного режима
- Добавление новых тактических возможностей (например, изменённые проходы на центр)
- Введение новых элементов окружения (разрушаемые двери, изменяемые объекты)

Официально карта была добавлена в игру 6 июля 2013 года как часть обновления. Она заменила de_train в активном ротационном пуле. В январе 2014 года Mirage была включена в группу «Active Duty» — основной соревновательный пул CS:GO.

### Counter-Strike 2
В Counter-Strike 2 карта Mirage сохранила свою основную структуру и игровую механику, но получила ряд визуальных улучшений. Основные изменения касаются графики: обновлённые текстуры, более яркое освещение и улучшенные эффекты. Некоторые технические недочёты были исправлены, например, устранены пиксельные щели, через которые можно было увидеть противников на точке B. При этом все ключевые позиции и углы обстрела остались без изменений, что позволило сохранить привычный баланс карты. Дымовые гранаты теперь используют новую физику, но это не повлияло на стандартные тактики. В целом, обновление затронуло преимущественно визуальную составляющую, не внося существенных изменений в геймплей.

## Игровой процесс
Mirage — карта типа «Закладка бомбы». На карте есть две точки закладки (A и B). Террористы должны установить бомбу на одной из точек, а спецназ — предотвратить закладку или обезвредить уже установленное взрывное устройство.
Карта известна своей сбалансированностью: процент побед команд террористов и спецназа практически равен (50.3% vs 49.7%). Это делает её одной из самых справедливых карт в соревновательном пуле. Mirage входит в тройку самых популярных карт наряду с Inferno и Dust II.

### Ключевые локации
На карте присутствуют различные ключевые точки, контроль над которыми имеет существенное значение и для спецназа и для террористов.
Позиции на точке A (англ. A-site):
Дворец (англ. Palace)— многоэтажное здание с выходом на точку A. Ramp — наклонный проход, соединяющий T-спавн с точкой A. Tetris — зона с характерными блоками, напоминающими тетрис. Jungle — зона с растительностью около выхода с центра.
Позиции на точке B (англ. B-site):
Апартаменты (англ. Apartments) — многоэтажный комплекс, соединяющий T-спавн с B-сайтом. Van — фургон, используемый как укрытие. Bench — скамья около точки B. Market — торговая зона с выходом на центр.
Позиции на центре также мид (англ. Mid / Middle):
Window — окно, соединяющее мид с спавном террористов. Connector — проход, соединяющий центр с точкой A. Short — короткий проход к точке B. Underpass — подземный переход

### Малоизвестные факты
На карте расположены два телевизора с цветными полосками SMPTE, которые перестают работать после выстрела в них. Около точки B находится автомобиль Honda Civic 1982 года с американскими номерами — реиспользованный ассет из Left 4 Dead 2

## Турнирная значимость
Mirage является единственной картой, присутствовавшей на всех мейджор-турнирах по Counter-Strike с момента её официального добавления в 2013 году. На 2024 год на ней сыграно более 25 000 киберспортивных матчей — второй показатель после Inferno.

## Обновления и изменения

### Counter-Strike: Global Offensive
За все годы Mirage претерпел множество небольших изменений:  
В 2013 году карта была добавлена в CS:GO с исправлением графических багов прошлой версии, после чего в 2014 году получила масштабный ребаланс — переработали укрытия на точках A/B и изменили геометрию Дворца (Palace). В 2015 году устранили баги с застреванием C4 и скорректировали позиции пальмы у кассы, а в 2016 году закрыли пиксельные проходы и доработали фургон на точке B.  В 2018 году убрали ограничения скайбокса, упростили вход в апартаменты и улучшили видимость в ключевых зонах, после чего в 2020 году добавили новые AWP-прострелы и скорректировали центр для баланса.  
Последнее исправление в  2023 году устранило щель под дверью в Мид, сохранив классический геймплей карты.

## Отзывы и критика
Mirage — единственная карта, которая была представлена во всех 18 чемпионатах CS:GO Major, турнирах, которые напрямую спонсируются Valve. В последний раз карта получила значительное обновление в январе 2020 года, когда разработчики добавили скамейку возле окна ведущего в центр, чтобы игроки могли залезать в окно в одиночку. Это привело к тому, что мета Миража стала устаревшей, поскольку большинство профессиональных команд просто делают одно и то же снова и снова в каждом матче. В 2023 году некоторые профессиональные игроки (например, Абэй "HObbit" Хасиев) называли карту «устаревшей» и предлагали убрать её из соревновательного пула Как отмечал Пьер Луи (Pierre-Louis) из издания Gamerant: "Mirage уже много лет остаётся в активном ротации благодаря практически идеальному балансу, узнаваемому визуальному стилю и доступности для новичков". Эксперт также подчеркнул, что в профессиональной киберспортивной среде карта заработала репутацию "площадки для сенсаций", где часто случаются неожиданные результаты. По мнению журналиста, сочетание этого фактора с почтенным возрастом карты регулярно вызывает дискуссии о необходимости её масштабного обновления.